# Euscelis ohausi
Euscelis ohausi är en insektsart som beskrevs av Wagner 1939. Euscelis ohausi ingår i släktet Euscelis och familjen dvärgstritar. Arten har ej påträffats i Sverige. Utöver nominatformen finns också underarten E. o. quadrilineata.